# Надеждин, Степан Николаевич
Степа́н Никола́евич Наде́ждин (1878 — 28 января 1934, Ленинград) — русский советский актёр и
театральный режиссёр.

## Биография
Степан Надеждин учился в Киевской музыкально-драматической школе Блюменфельда; сценическую деятельность начал в 1896 году. В 1901—1902 годах служил в Театре Корша; в дальнейшем выступал в различных теарах Петербурга, Одессы, Киева и Харькова.
С 1908 года Надеждин участвовал в антрепризах Симона Сабурова, был актёром его петербургского театра («Пассаж»); в комедиях и фарсах, шедших в этом театре, Надеждин, обладавший ярким комедийным темпераментом, выступал преимущественно в ролях простаков и светских фатов; был постоянным партнёром Елены Грановской.
После революции Надеждин стал главным режиссёром «Пассажа». В 1921 году театр хотели национализировать и превратить в один из филиалов бывшего Александринского: труппа, возглавляемая такими актёрами, как Грановская и Надеждин, писала в июне 1921 года «Ленинградская правда», «представляет во время всеобщей халтуры неоспоримую художественную ценность». По каким-то причинам национализация не состоялась, и «Пассаж» продолжал существовать как самостоятельный коллектив, своей репертуарной независимостью привлекая в качестве гастролёров ведущих актёров других театров, в том числе Владимира Давыдова из Александринского театра и Владимира Максимова из Большого драматического. Гастролировал на сцене театра и бывший его владелец — Симон Сабуров.
В 1925 году «Пассаж» был реорганизован и переименован в театр «Комедия», — Надеждин оставался актёром и главным режиссёром «Комедии» вплоть до её объединения в 1931 году с Театром Сатиры Давида Гутмана в Ленинградский театр сатиры и комедии (с 1935 года — Ленинградский театр Комедии).